# Kościół Narodzenia Najświętszej Marii Panny w Brasławiu
Kościół Narodzenia Najświętszej Marii Panny (biał. Касцёл Нараджэння Найсвяцейшай Дзевы Марыі) – kościół parafialny w Brasławiu. Znajduje się nad jeziorem Nawiaty. Wybudowany w 1824 roku i przebudowany w 1897. Jest to Sanktuarium Matki Boskiej Brasławskiej Królowej Jezior, której wizerunek uważany za cudowny, znajduje się w ołtarzu głównym kościoła.

## Historia
Pierwszy kościół katolicki w Brasławiu wybudował wojewoda wileński Monwid w 1423 roku. Po pożarze nową świątynię wybudował w 1504 roku król Aleksander.
Obecny kościół wzniesiony został z kamienia polnego w 1824 roku u podnóża góry zamkowej. W 1897 roku został gruntownie przebudowany i powiększony. Przebudowa nadała mu charakter neogotycki, nowsze elementy świątyni wykonano z czerwonej cegły.
W czerwcu 1906 kościół został konsekrowany przez bp. Gaspara Cyrtowta, sufragana żmudzkiego. W 1925 roku zakupiono nowe dzwony do świątyni. W 1930 roku budynek zelektryfikowano.
Po II wojnie światowej kościół został zamknięty 11 października 1949 roku i zamieniony na magazyn zboża. Determinacja mieszkańców doprowadziła do ponownego otwarcia świątyni 24 października 1952 roku. Kościół został odremontowany w 1967 roku i w latach 80. XX w. W 1999 biskup nowo powstałej diecezji witebskiej Władysław Blin nadał status Maryjnego Sanktuarium Matki Bożej Królowej Jezior.

## Obraz Matki Boskiej Brasławskiej
W brasławskim kościele znajduje się umieszczony w ołtarzu głównym cudowny obraz Matki Boskiej Brasławskiej, zwanej też Ucieczką Grzeszników lub Matką Boską Monasterską. Ta ostatnia nazwa nawiązuje do miejscowej tradycji, według której obraz pierwotnie znajdował się w monasterze na wyspie jeziora Nieśpisz, odległym od Brasławia o 3 km. Prawosławny monaster został z XV w. ufundowany przez wojewodę wileńskiego Wojciecha Maniwida. W pierwszej połowie XVII w. klasztor przemianowano na unicki i osiedlili się w nim bazylianie. Podczas świąt liczni wierni przychodzili, by pokłonić się Najświętszej Pannie. Akta Archiwum Wileńskiego mówią o tragicznym losie klasztoru bazylianów. W 1832 r. od uderzenia pioruna powstał pożar, który strawił wszystkie budynki. Ocalał jedynie obraz Matki Bożej. Ludzie, którzy znaleźli obraz na pogorzelisku umieścili go w kościele w Brasławiu.
Najprawdopodobniej jest to jednak kopia, bowiem oryginalny obraz zaginął lub spłonął podczas pożaru klasztoru w 1832 roku. Nie zmienia to jednak faktu, że brasławski wizerunek Matki Boskiej otoczony jest żywym kultem i podobnie jak przed laty stanowi cel licznych pielgrzymek.
22 sierpnia 2009 roku podczas uroczystej Mszy Świętej na obraz Matki Bożej Królowej Jezior zostały nałożone korony papieskie, poświęcone przez papieża Benedykta XVI na placu Św. Piotra w Rzymie 18 lutego 2009 roku. Ceremonii koronacji przewodniczył arcybiskup Kolonii kardynał Joachim Meisner.

## Architektura
Kościół jest trójnawową bazyliką z pojedynczą, trójkondygnacyjną wieżą z przodu. Elementy wystroju zewnętrznego stanowią schodkowe szkarpy, pinakle i fryz arkadowy.
Kamienne ściany wschodnia i północna to zachowane fragmenty budowli z 1824 roku, które ozdobiono oryginalną techniką, tak zwaną rodzynkową. Polega ona na tym, że w zaprawę otaczającą duże kamienie tworzące zrąb ścian, wklejone są niczym rodzynki liczne mniejsze i całkiem małe kamyczki, ułożone w ozdobne kompozycje geometryczne. Najczęściej powtarza się motyw słońca, czy też kwiatów o promieniście ułożonych płatkach. Takich elementów jest aż 29. Kamienne budowle zdobione techniką rodzynkową spotyka się też w innych miejscach na Brasławszczyźnie; najczęściej będą to świątynie, młyny wodne i zabudowania gospodarcze majątków.

Galeria
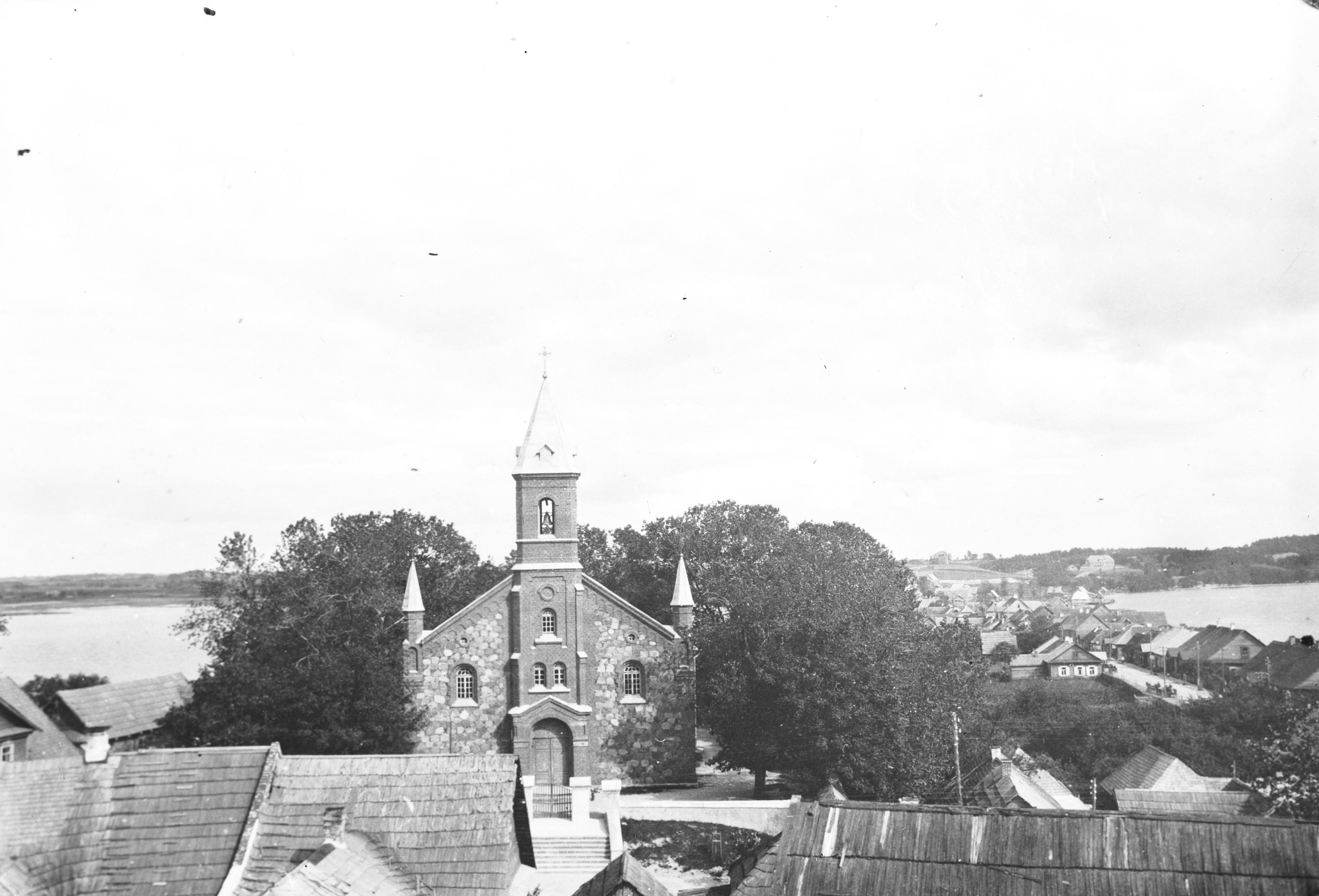
Kościół w okresie międzywojennym
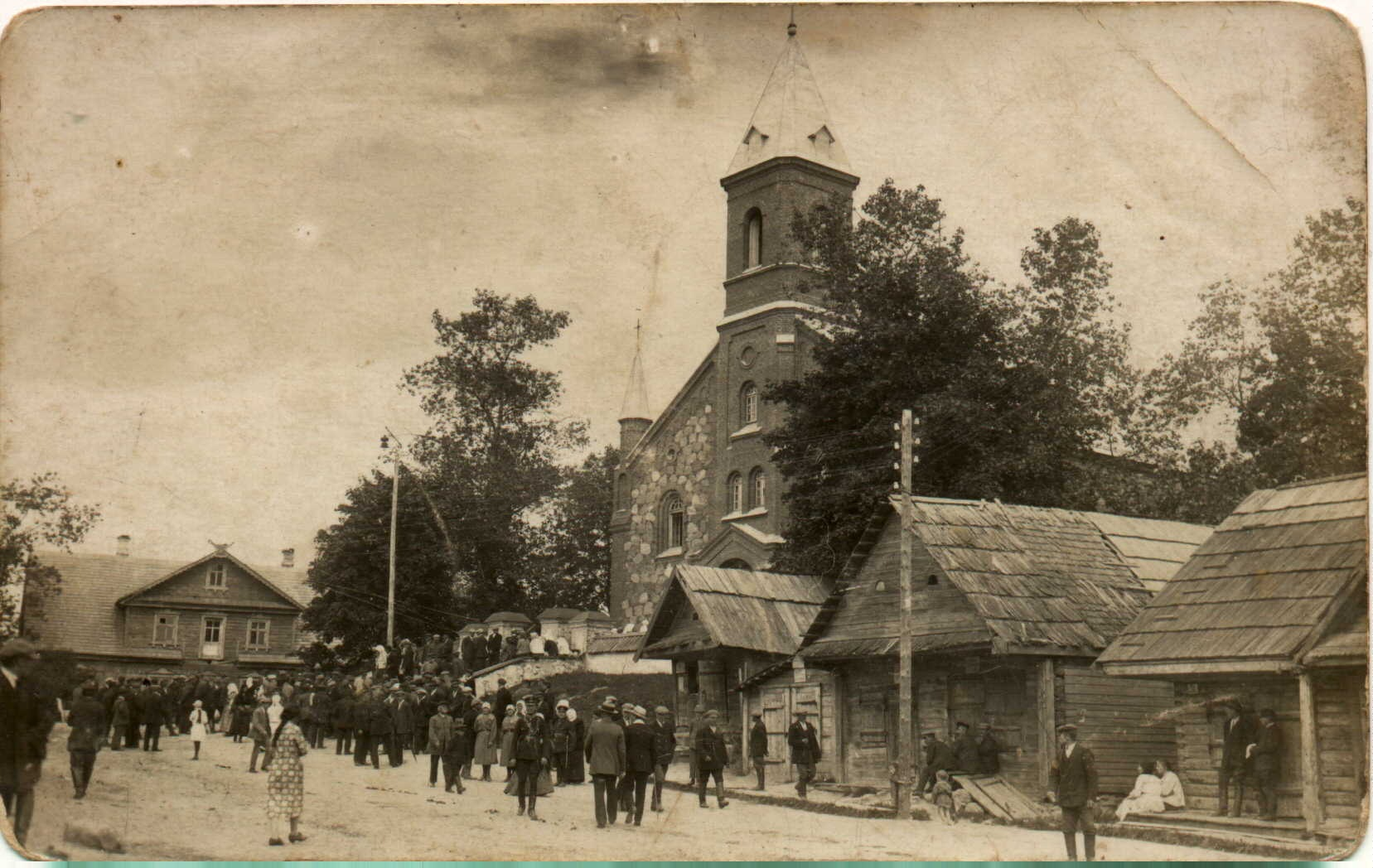
Kościół w okresie międzywojennym
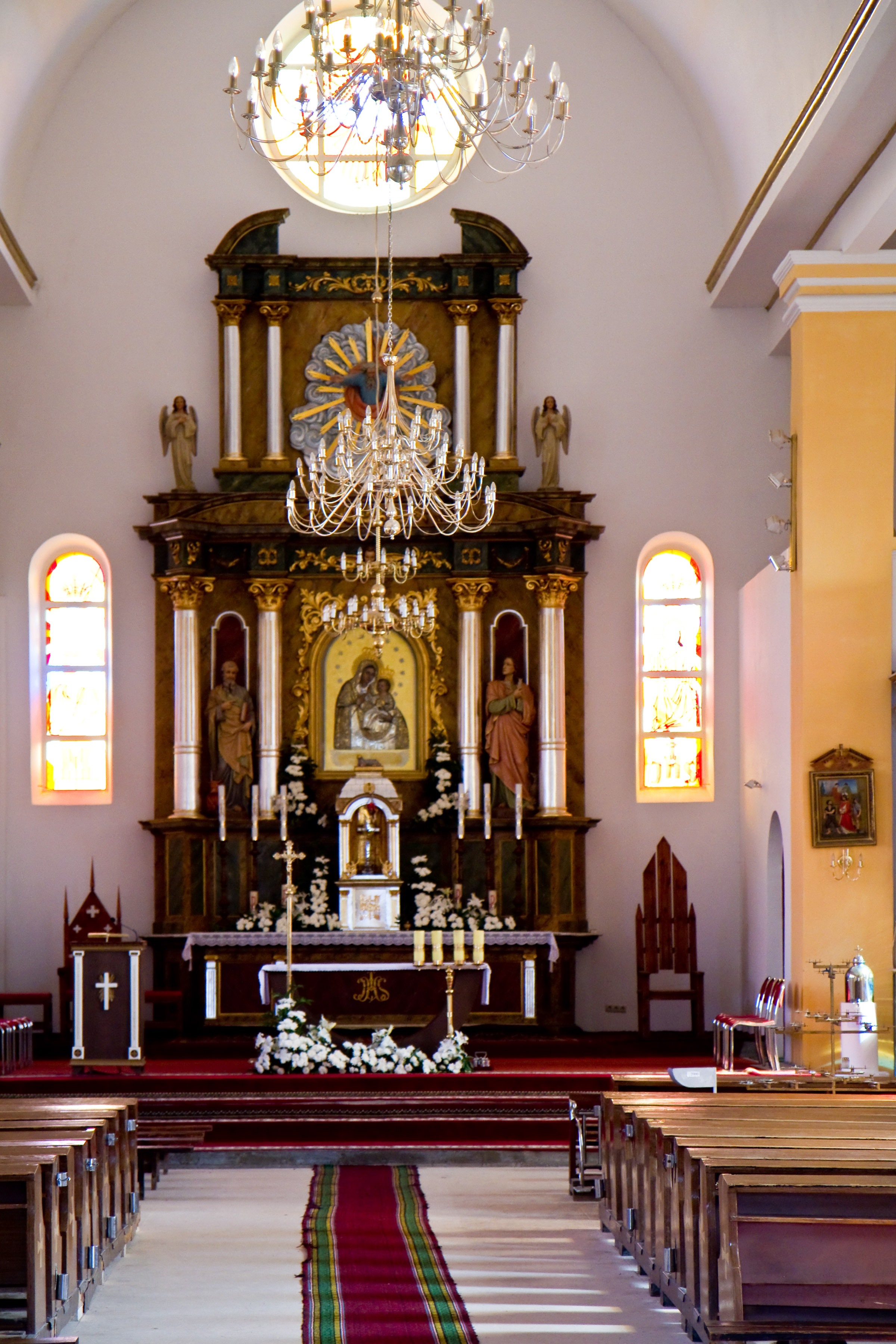
Ołtarz i obraz Najświętszej Maryi Panny